# Георги Мишев
Георги Мишев Иванов е български сценарист, писател и редактор.

## Биография
Георги Мишев Иванов е роден на 3 ноември 1935 г. в с. Йоглав, Ловешко. Завършва Техникума по ветеринарна медицина „Цанко Патарински“ в Ловеч (1953) и журналистика в Софийския държавен университет (1958).
В периода 1958 – 1967 г. е окръжен кореспондент на в-к „Септемврийче“ в Ловеч. Член на литературен кръжок „Христо Кърпачев“ (Ловеч). През 1966 г. е организатор и съставител на първия алманах на писателите в Ловеч, озаглавен „С дъх на люляк“.
Редактор в издателство „Народна младеж“ (1967 – 1970), редактор (1970) и сценарист (1973) в „Киностудия Бояна“ (София).
Автор на разкази, повести и романи за възрастни и деца. Сред тях са „Осъмски разкази“, „Хлапето“, „Носачи на жалони“, „Адамити“, „Матриархат“, „Вилна зона“, „Селянинът с колелото“, „Дами канят“ и „Патриархат“. Неговите сценарии за игрални филми са влезли в златния фонд на българското кино. Сред тях са „Преброяване на дивите зайци“ и „Вилна зона“ на режисьора Едуард Захариев, „Дами канят“ и „Самодивско хоро“ на режисьора Иван Андонов, „Не си отивай“, „Момчето си отива“, „Селянинът с колелото“, „Матриархат“ на режисьора Людмил Кирков и др.
Член на Съюза на българските писатели. Председател е на Обществения комитет за екологична защита на Русе от създаването му на 8 март 1988 г. Народен представител в VII велико народно събрание (1990 – 1992).
Негов син е писателят хуморист Михаил Вешим.

## Признание и награди
- Заслужил деятел на културата (1981)
- Специална награда на XV кинофестивал на българския игрален филм (1978)
- Награди от кино-фестивали в Локарно, Карлови Вари, Москва и др.
- Националната награда за детска литература „Петко Р. Славейков“ (2003)
- Голямата награда за литература на Софийския университет (2006)
- На 27 април 2006 г. е удостоен със званието Почетен гражданин на Ловеч „За принос в утвърждаване престижа на Ловеч в страната и чужбина“.[3]
- Националната награда за детска литература „Константин Константинов“ (2013)[4]
- На 7 март 2014 г. получава Националната литературна награда за хумор и сатира „Райко Алексиев“, връчвана от Община Пазарджик за цялостно литературно творчество и принос в областта на хумора и сатирата.[5]
- На 21 ноември 2015 г. в Добрич получава връчваната на пет години Национална литературна награда „Йордан Йовков“.[6][7][8]

## Филмография
- „Патриархат“ (7-сер. тв, 2005)[10]
- „Дунав мост“ (7-сер. тв, 1999)
- „Зона В-2“ (1989)
- „Есенно слънце“ (1982)
- „Дами канят“ (1980)
- „Почти любовна история“ (1980)
- „Лъжовни истории“ (1977)
- „Матриархат“ (1977)
- „Не си отивай!“ (1976)
- „Самодивско хоро“ (1976)
- „Вилна зона“ (1975)
- „Селянинът с колелото“ (1974)
- „Шосе Е-107“ (тв, 1974)
- „Преброяване на дивите зайци“ (1973)
- „Момчето си отива“ (1972)
- „По улица Раковски“ (1970, документален късометражен)
- „Ако не иде влак“ (1967, късометражен)